# Icarus
Icarus je  monotipski rod papratnica iz porodice  Blechnaceae. Jedina vrsta je I. filiformis iz Novog Zelanda (oba otoka) i otočja Chatham

## Sinonimi
- Blechnum filiforme (A.Cunn.) Ettingsh.
- Blechnum reptans (Banks & Sol. ex G.Forst.) Luerss.
- Lomaria filiformis A.Cunn., Hook.
- Lomaria pimpinellifolia Hook.fil.
- Lomaria propinqua A.Cunn., Hook.
- Lomariopsis heteromorpha (Sm.) T.Moore
- Osmunda reptans Banks & Sol. ex G.Forst.
- Spicanta filiformis (A.Cunn.) Kuntze
- Stenochlaena feejeensis Brack.
- Stenochlaena heteromorpha J.Sm.
- Struthiopteris filiformis (A.Cunn.) Ching